# Carolyn B. Shelton
Carolyn B. Shelton (Condado de Union, outubro de 1876 – Salem, 26 de julho de 1936) serviu como um curto período como governadora estado do Oregon. Sua semana como governadora fez dela a primeira mulher a ocupar o cargo de governadora de um estado na história dos Estados Unidos. Foi a secretária de longa data do político do Oregon, George Chamberlain, com quem casou-se em 1926.

## Início de vida
Carolyn B. Skiff nasceu em outubro de 1876 no Oregon, sendo filha de Willis S. e Mary C. Skiff. Quando Carolyn tinha nove anos de idade, seu pai desapareceu misteriosamente enquanto aguardava um trem da meia-noite. Embora uma agência de detetives tenha assumido o caso, ele nunca foi encontrado. Sua mãe morreu apenas dois anos depois. Skiff e seus irmãos, Nolan e Mabel, foram deixados aos cuidados de seu irmão mais velho, Orrin, e sua esposa, Elizabeth. Um ano depois, o advogado local John W. Shelton tornou-se o guardião das crianças após acusar sem sucesso o assassinato de seu pai. Aos dezesseis anos de idade, Skiff casou-se com John W. Shelton em 27 de outubro de 1892, em Weiser, Idaho. John morreu dois anos depois.

## Carreira
Viúva ainda na adolescência, Carolyn Shelton tornou-se uma estenógrafa em um escritório de advocacia, Starr, Thomas e Chamberlain. Shelton se destacou no escritório, tanto que foi encarregada de elaborar documentos legais, uma tarefa frequentemente atribuída a jovens advogados. Ela impressionou George Earle Chamberlain, advogado da empresa, e quando ele foi eleito procurador do distrito de Condado de Multnomah, contratou-a como sua secretária particular. Quando Chamberlain foi eleito governador do Oregon em 1902, Shelton voltou a trabalhar para ele como secretária particular.

### Governadora em exercício do Oregon
Shelton serviu brevemente como governadora interina do Oregon em 1909, fazendo dela a primeira mulher a ocupar a chefia do executivo em um estado na história dos EUA. Shelton ainda serviu como secretária pessoal de Chamberlain quando ele foi eleito para o Senado dos Estados Unidos em 1908. A posse de Chamberlain estava programada para 4 de março de 1909, em Washington, D.C.. Chamberlain deixou Oregon em 27 de fevereiro de 1909, embora seu mandato estava previsto para terminar em 1º de março de 1909. O governador eleito estava doente e de cama, sendo incapaz de assumir o cargo antes do previsto, e então Chamberlain deixou Shelton, sua secretária particular, responsável por comandar o estado durante o fim de semana. Era habitual que os governadores deixassem seus secretários particulares responsáveis quando estavam fora do estado para viajar ou se estivessem incapazes de desempenhar seus deveres, embora todos os demais haviam sido homens.
Shelton desempenhou os deveres rotineiros do governador, incluindo requisições e assuntos de extradição. Shelton decidiu não conceder qualquer indulto, uma vez que acreditava que eles raramente deveriam ser concedidos. Nenhuma atividade principal foi registrada durante seu curto mandato como governadora. Shelton foi governadora três anos antes das mulheres poderem votar. Alguns habitantes do estado se referiram a ela como "Senhora Governadora", mesmo após o término de seu mandato.

### Trabalho em Washington, D.C.
Shelton seguiu Chamberlain para Washington D.C., onde mais uma vez trabalhou como sua secretária. O trabalho de Chamberlain como Senador levou Shelton a ocupar o cargo de funcionária da Comissão de Assuntos Militares do Senado, um comitê que Chamberlain presidiu. O The Morning Oregonian relatou que Shelton estava no quadro de funcionárias do Comitê, obtendo um salário de US$ 2.500,00, mesmo que de fato não lidava com assuntos do comitê.

## Vida posterior e morte
Em 12 de julho de 1926, Shelton casou-se com Chamberlain em Norfolk, Virgínia, um ano após a morte da primeira esposa de Chamberlain. George Chamberlain morreu dois anos depois, vitimado por um acidente vascular cerebral anterior. Após sua morte, Shelton retornou a Union, Oregon. Ela morreu em 26 de julho de 1936, sendo enterrada no Cemitério Nacional de Arlington.

### Nota
- Este artigo foi inicialmente traduzido, total ou parcialmente, do artigo da Wikipédia em inglês cujo título é «Carolyn B. Shelton», especificamente desta versão.